# Пошивайли

Гаврило і Євдокія Пошивайли.

Пошива́йли — родина українських майстрів художньої кераміки родом з села Опішні (тепер селище міського типу Полтавського району Полтавської області України).
Тарас Пошивайло (роки народження і смерті невідомі) жив у другій половині XIX — на початку XX століття. Виготовляв полив'яний посуд (горщики, глечики, миски, макітри, лембики, ринки, ставчики). Його дружина Килина Пошивайло (нар. ?— пом. 1930) створювала дитячі глиняні іграшки. Їх син Ничипір Тарасович Пошивайло (нар. 2-га половина 1880-х — пом. жовтень 1936) також виготовляв полив'яний посуд.
Син Ничипора, Гаврило Ничипорович Пошивайло (нар. 7 квітня 1909 — пом. 24 січня 1991), майстер посуду і скульптури малих форм. Дружина Гаврила, Євдокія Данилівна Пошивайло (нар. 6 березня 1910 — пом. 27 квітня 1994), розмальовувала вироби чоловіка та сина Миколи традиційним рослинним орнаментом, зображеннями риб, птахів.
Микола Гаврилович Пошивайло (нар. 27 травня 1930 — пом. 25 жовтня 2017), син Гаврила та Євдокії Пошивайлів, створював тематичні скульптурні композиції. Сини Миколи:
- Олесь Миколайович Пошивайло (нар. 6 листопада 1958) — директор Інституту керамології — відділення Інституту народознавства НАН України, генеральний директор Національного музею-заповідника українського гончарства в Опішному, доктор історичних наук, професор, заслужений діяч науки і техніки України, голова Правління Конгресу українських керамологів;
- Юрій Миколайович Пошивайло (нар. 14 березня 1968) — гончар, скульптор, фотохудожник, головний художник Національного музею-заповідника українського гончарства в Опішні.

Твори родини експонувалися на зарубіжних виставках (Марсель, 1957; Брюссель, 1958; Болгарія, 1958, 1976). Роботи зберігаються в музеях Києва, Полтави, Вільнюса.

## Музей-садиба

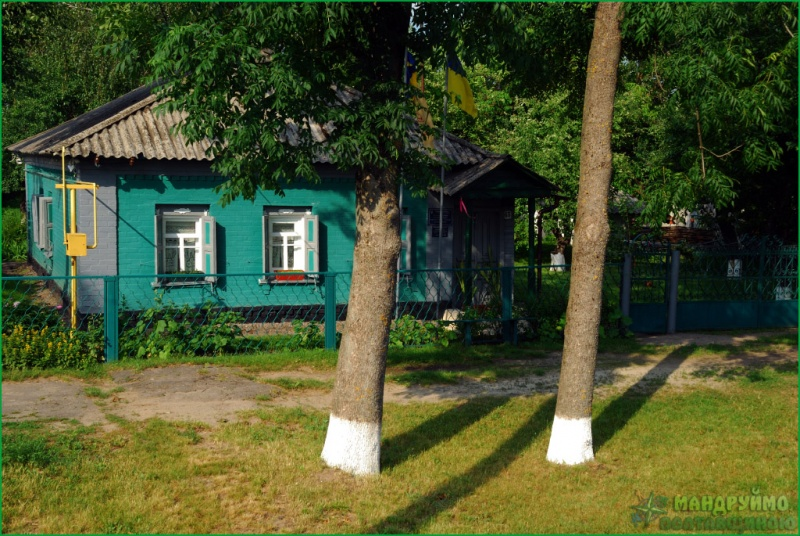
Музей-садиба.

24 липня 1999 року в Опішні відкрито Меморіальний музей-садибу гончарської родини Пошивайлів, створений в результаті збиральницької діяльності подружжя Гаврила та Євдокії Пошивайлів.